# Arnau Padrós Feliu
Arnau Padrós Feliu (Calella, 22 d maig de 1987) és un àrbitre de bàsquet català de la lliga ACB. Pertany al Comitè d'Àrbitres de Catalunya.

## Trajectòria
Va començar a arbitrar a l'abril de 2006. Va xiular en diferents categories fins que la temporada 2011-12 va ascendir a la lliga EBA. Tres temporades més tard, la 2014-15, aconseguia l'ascens a la LEB i el 13 de setembre de 2017 la comissió tècnica del Departament Arbitral de l'ACB va confirmar el seu ascens a la Lliga Endesa.

## Temporades
| Categoria            | Lloc    | Any               |
| -------------------- | ------- | ----------------- |
| Categories inferiors | Espanya | 2006 - 2011       |
| Lliga EBA            | Espanya | 2011 - 2014       |
| Lliga LEB            | Espanya | 2014 - 2017       |
| Lliga ACB            | Espanya | 2017 - Actualitat |